# Eupithecia achromata
Eupithecia achromata är en fjärilsart som beskrevs av Franz Dannehl 1927. Eupithecia achromata ingår i släktet Eupithecia och familjen mätare. Inga underarter finns listade i Catalogue of Life.